# Péyi-A
Péyi-A ist eine politische Bewegung auf der Insel Martinique, die 2019 von Jean-Philippe Nilor und Marcellin Nadeau gegründet wurde.

## Geschichte
Péyi-A wurde am 3. Februar 2019 vom Vorsitzenden der Bewegung, Jean-Philippe Nilor, dem derzeitigen Abgeordneten des 4. Wahlbezirks von Martinique, der einige Wochen zuvor das Mouvement indépendantiste martiniquais[1] (MIM) verlassen hatte, und Marcellin Nadeau, dem Bürgermeister von Le Prêcheur, dem Co-Vorsitzenden der Bewegung.Péyi-A gegründet.
Diese Bewegung vereint ehemalige Mitglieder des MIM, des MODEMAS, von Nou Pèp La, dessen Sprecher Marcelin Nadeau ist, und des PALIMA und tritt für die Verteidigung der Interessen Martiniques ein.
Bei der Präsidentschaftswahl 2022 unterstützte die Partei Jean-Luc Mélenchon, den sie als „einzigen Kandidaten, der auf die Probleme der Region reagieren kann“, ansah.
Im Zusammenhang mit der Parlamentswahl 2022 schloss sich Péyi-A dem Parteienbündnis Nouvelle Union populaire écologique et sociale (NUPES) an.

## Organisation
Zu den Mitgliedern des Parteivorstands gehören Noé Malouda (Schatzmeister), Gérard Thalmensy (Sekretär), Kévin Capron (dritter Vizepräsident), Henderson Christelle (zweite Vizepräsidentin), Jérémie Ferdinand (vierter Vizepräsident) und Aurelie Nella (Vizepräsidentin).

## Bekannte Mitglieder in Wahlämtern
- Jean-Philippe Nilor, Abgeordneter des 4. Wahlkreises von Martinique (La Franceinsoumise-NUPES) und Territorialrat von Martinique.
- Marcellin Nadeau, Bürgermeister von Le Prêcheur, zum Abgeordneten im zweiten Wahlkreis von Martinique gewählt (Fraktion der Kommunisten-NUPES). bei der Parlamentswahl 2022 mit 63,46 % der Stimmen gegen Justin Pamphile (Bürgermeister von Le Lorrain)[5]
- Aurélie Nella, Exekutivrätin der CTM und erste weibliche Bürgermeisterin von DucosJacky Espartero, Gemeinderat von Saint-Pierre